# Pintalia pictipennis
Pintalia pictipennis är en insektsart som beskrevs av Stsl 1862. Pintalia pictipennis ingår i släktet Pintalia och familjen kilstritar. Inga underarter finns listade i Catalogue of Life.